# 中国女 (映画)
『中国女』（ちゅうごくおんな、原題：La Chinoise、「中国女性」の意）は、1967年（昭和42年）製作・公開のジャン＝リュック・ゴダール監督によるフランスの長篇劇映画である。

## 概要
中華人民共和国が文化大革命のさなかで、その運動が世界の青年層に影響を与えていた1967年初夏のパリを描いた映画である。ロケーション撮影は、パリとパリ郊外オー＝ド＝セーヌ県ナンテールで行われた。
女子大生ヴェロニク役で主演しているアンヌ・ヴィアゼムスキーは、同年7月21日、ゴダールと結婚している。ゴダールの長篇での前作『彼女について私が知っている二、三の事柄』に引き続きジュリエット・ベルトが出演し、元売春婦イヴォンヌを演じている。さらに前作の『メイド・イン・USA』に出演しているジャン＝ピエール・レオが、俳優ギョーム役を演じている。「ジャンソン機関」設立者のパリ大学（ソルボンヌ）哲学科教授、フランシス・ジャンソンが本人として出演している。アンリを演じたミシェル・セメニアコは、のちに写真家となった。
作中に登場する北京放送（現在の中国国際放送）は、当時文化大革命一色の内容をフランス語でも放送していた。『毛沢東語録』がアンディ・ウォーホルのキャンベル缶のように大量に登場するが、フランス語では同書は『プティ・リーヴル・ルージュ』（Petit Livre rouge、「小さな赤い本」の意）と呼ばれている。
挿入歌『マオ・マオ』は、ジャーナリストのジェラール・ゲガンが作詞したもので、クロード・シャンヌが作曲して歌っている。ゲガンの回想によれば、当時本物のマオイストはオマール・ディオプのみであった。
1967年、ヴェネツィア国際映画祭で金獅子賞にノミネートされてコンペティション上映され、審査員特別賞を受賞した。

## ストーリー
1967年夏、パリ。ソルボンヌ大学の哲学科の女子大生ヴェロニク（アンヌ・ヴィアゼムスキー）、俳優のギョーム（ジャン＝ピエール・レオ）、経済研究所の研究員アンリ（ミシェル・セメニアコ）、画家のキリロフ（レックス・ド・ブリュイン）、農村出身で元売春婦イヴォンヌ（ジュリエット・ベルト）の5人が、合宿を開始した。連日のティーチ・イン、マルクス・レーニン主義の学習をつづけ、北京放送を聴くに従い、メンバーは毛沢東主義者となる。
合宿所での報告会で、ヴェロニクはある文化人の暗殺を提案した。暗殺に反対したアンリは「修正主義者」と批判され、除名された。実行者として自ら立ったキリロフは、神とマルクス主義の間でさいなまれ、自殺した。ヴェロニク、ギョーム、イヴォンヌの3人になっていた。
ヴェロニクは、郊外電車で偶然に出逢った、ソルボンヌ大学の哲学科のフランシス・ジャンソン（本人）と議論を戦わせる。暗殺は実行され、夏のヴァカンスは終わり、集団は解散した。

## スタッフ
- 監督・脚本 : ジャン＝リュック・ゴダール
- 撮影監督 : ラウール・クタール
- 録音 : ルネ・ルヴェール（フランス語版）
- 編集 : アニエス・ギュモ
- スクリプター : シュザンヌ・シフマン
- 音楽 : クロード・シャンヌ
- 助監督 : シャルル・L・ビッチ、ジャン＝クロード・ビエット
- 製作主任 : フィリップ・デュサール、クロード・ミレール
- プロデューサー : マグ・ボダール
- 製作 : アヌーシュカ・フィルム、ラ・ゲヴィル、アトス・フィルム、パルク・フィルム、シマール・フィルム

## キャスト
- アンヌ・ヴィアゼムスキー （ヴェロニク役）
- ジャン＝ピエール・レオ （ギョーム役）
- ジュリエット・ベルト （イヴォンヌ役）
- ミシェル・セメニアコ （fr:Michel Séméniako、アンリ役）
- レックス・ド・ブリュイン （キリロフ役）
- オマール・ディオプ（フランス語版） （オマール役）
- フランシス・ジャンソン （fr:Francis Jeanson、本人役）
- ブランディーヌ・ジャンソン （ブランディーヌ役）
- エリアーヌ・ジョヴァニョリ （その友人役）

## 評価
レビュー・アグリゲーターのRotten Tomatoesでは20件のレビューで支持率は95%、平均点は7.90/10となった。

## 註
1. ↑  林彪が第9回党大会で公式に「文化大革命」という言葉を用いるのは1969年であるが、歴史的には1965年の姚文元による文芸評論に端を発し、紅衛兵が結成された1966年5月以降公然化したとされる。
2. 1 2 3  キネマ旬報DBサイト内の「中国女」の項の記述を参照。
3. 1 2  Jean-Luc Godard: Documents, éditeur : Centre Georges Pompidou, Paris, 2006., p.89
4. ↑  “The Chinese Girl”. Rotten Tomatoes.   Fandango Media. 2022年9月19日閲覧。

## 関連事項
- ジャン＝リュック・ゴダール監督作品一覧
- ジャンソン機関 （en:Jeanson network、fr:Réseau Jeanson）
- ジェラール・ゲガン （fr:Gérard Guégan）
- 中国女 (曲) - 本作が名前の由来。

## 関連書籍
- 毛沢東『毛沢東語録』、中嶋嶺雄訳、講談社文庫、1973年 ISBN 4061350226
- 毛沢東『毛沢東語録』、竹内実訳、平凡社ライブラリー、1995年12月 ISBN 4582761275
- ダニエル・デフォー『ロビンソン・クルーソー』上下巻、平井正穂訳、岩波文庫、

上巻、1967年1月 ISBN 4003220811、下巻、1971年1月 ISBN 400322082X
- Une année studieuse, Anne Wiazemsky, Edtions Gallimard 2012